# Jihad Azour
Jihad Azour (en árabe: جهاد أزعور‎; Biblos, 4 de mayo de 1966) es un economista y político libanés que se desempeñó como ministro de finanzas del Líbano bajo el gobierno de Fuad Siniora de 2005 a 2008.

## Educación
Azour obtuvo su doctorado (con altos honores) en finanzas internacionales del Instituto de Estudios Políticos de París, Francia en 1996. Mientras completaba su doctorado, se desempeñó como becario postdoctoral en el Departamento de Economía de la Universidad de Harvard investigando la integración de las economías emergentes en la economía global. 
Azour también tiene un posgrado en economía y finanzas internacionales y una maestría en economía aplicada de la Universidad París-Dauphine. La tesis que escribió entonces fue premiada como la mejor investigación estudiantil en 1987 por el Instituto Nacional de Estadística y Estudios Económicos. 

## Carrera
Jihad Azour fue Ministro de Finanzas del Líbano durante tres años (2005-2008). Encabezó el programa económico y financiero del gobierno libanés y coordinó la implementación de las diversas políticas e iniciativas de reforma. Dirigió la preparación y la implementación de la Conferencia Internacional París III para el Líbano, reunió a más de 45 países e IFI y recaudó US $ 7.6 mil millones de apoyo. Azour también llevó a cabo una agenda integral de modernización y reforma en el Ministerio de Finanzas.
En 2016, la Directora Gerente del FMI, Christine Lagarde, nombró a Azour Director del departamento de Oriente Medio y Asia Central del FMI; asumió el cargo el 1 de marzo de 2017.

## Vida personal
Antes de convertirse en Ministro de Finanzas, Azour fue miembro activo de La Fassad, el capítulo libanés de Transparencia Internacional, desde 2003. También es miembro fundador del capítulo de Líbano de Young Arab Leaders. Maronita, Jihad Azour está casado con Rola Rizk y tiene dos hijos, Jad y Karim Azour. Es sobrino del difunto diputado y exministro Jean Obeid.